# Овервен
Овервен (нід. Overveen) — село в нідерландській провінції Північна Голландія. Входить до муніципалітету Блумендал.
Його площа становить 4,22 км², а населення станом на 2021 рік складало 4 390 осіб.

## Галерея

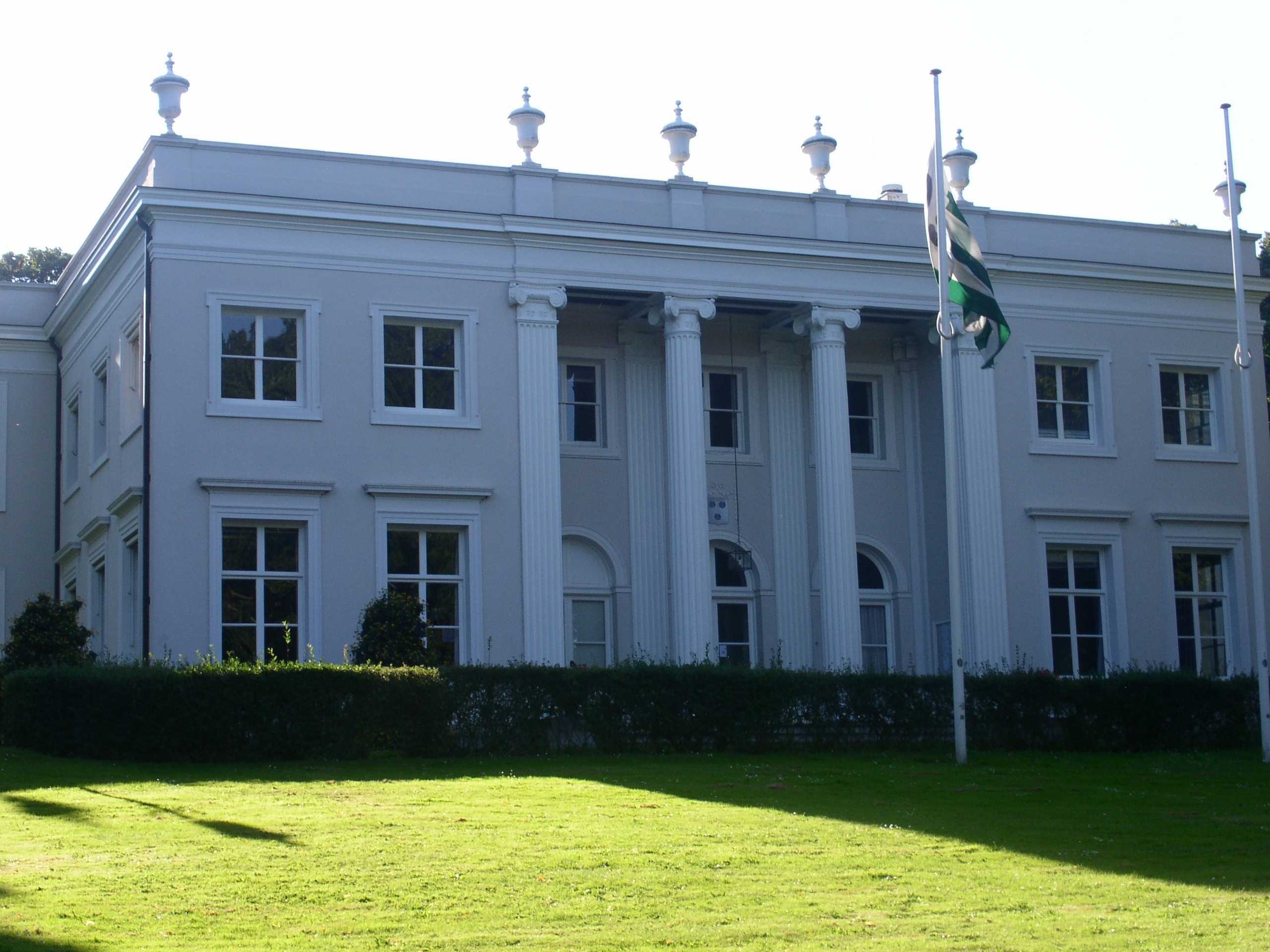
Мерія Блумендала в Овервені
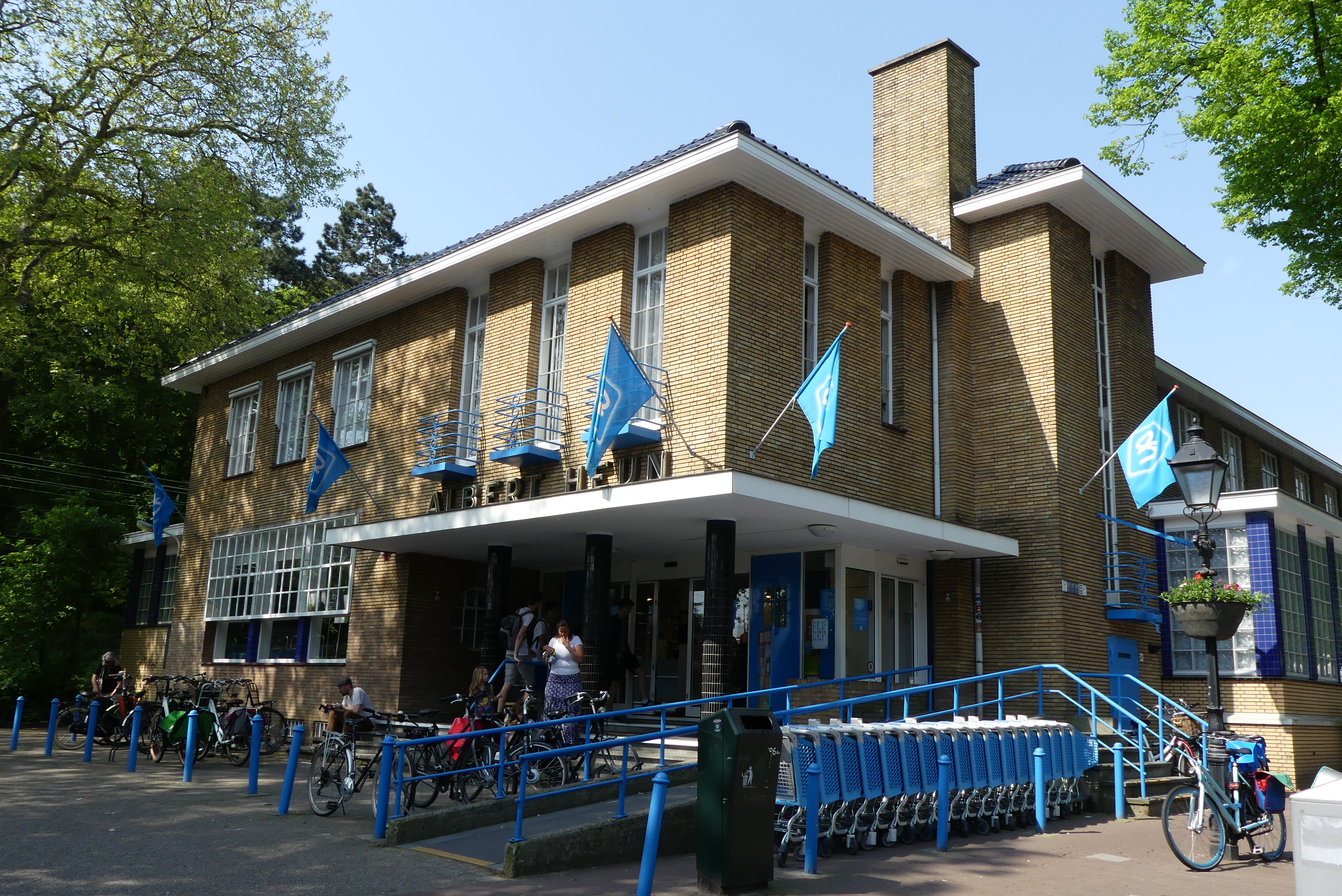
Супермаркет
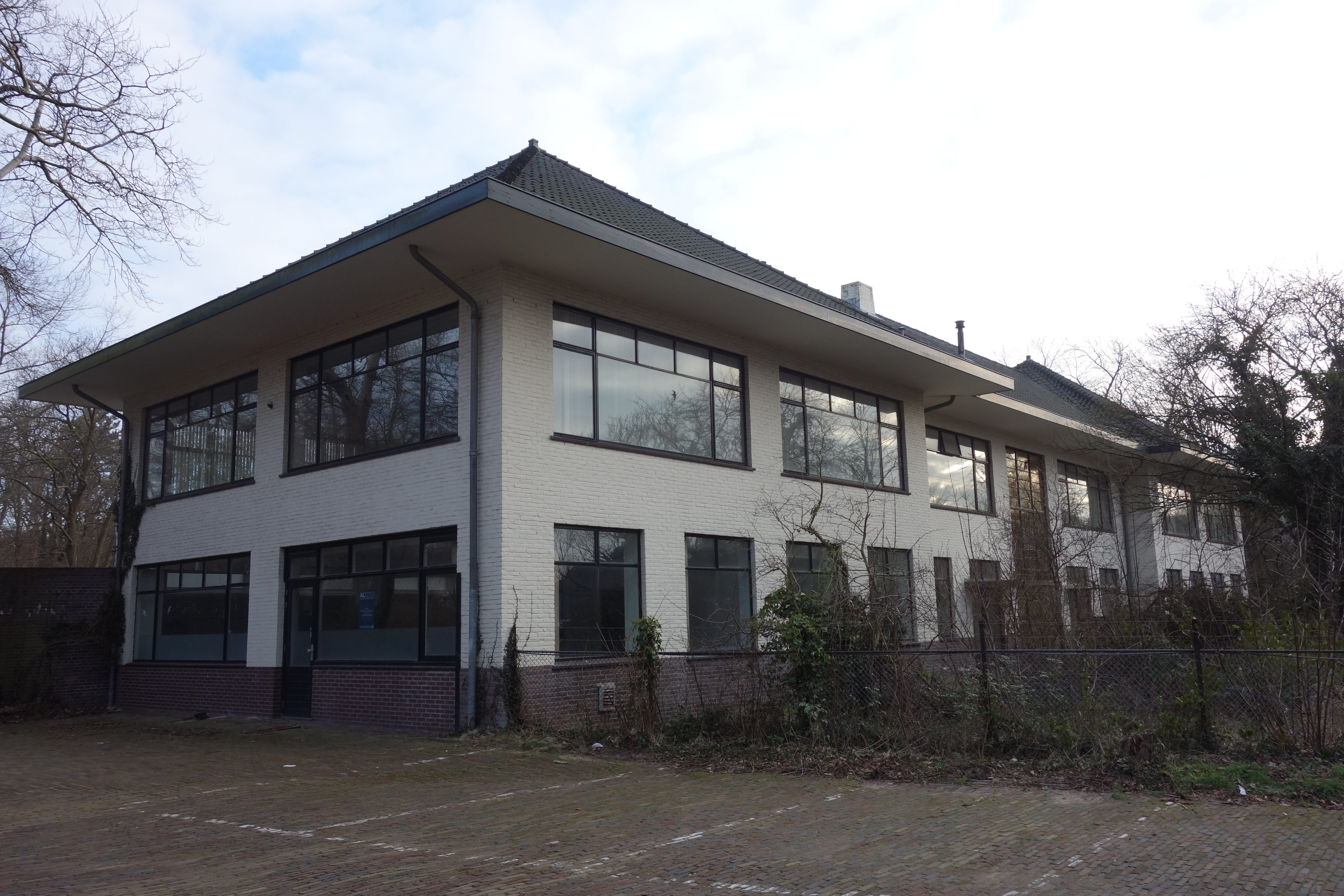
Офісна будівля
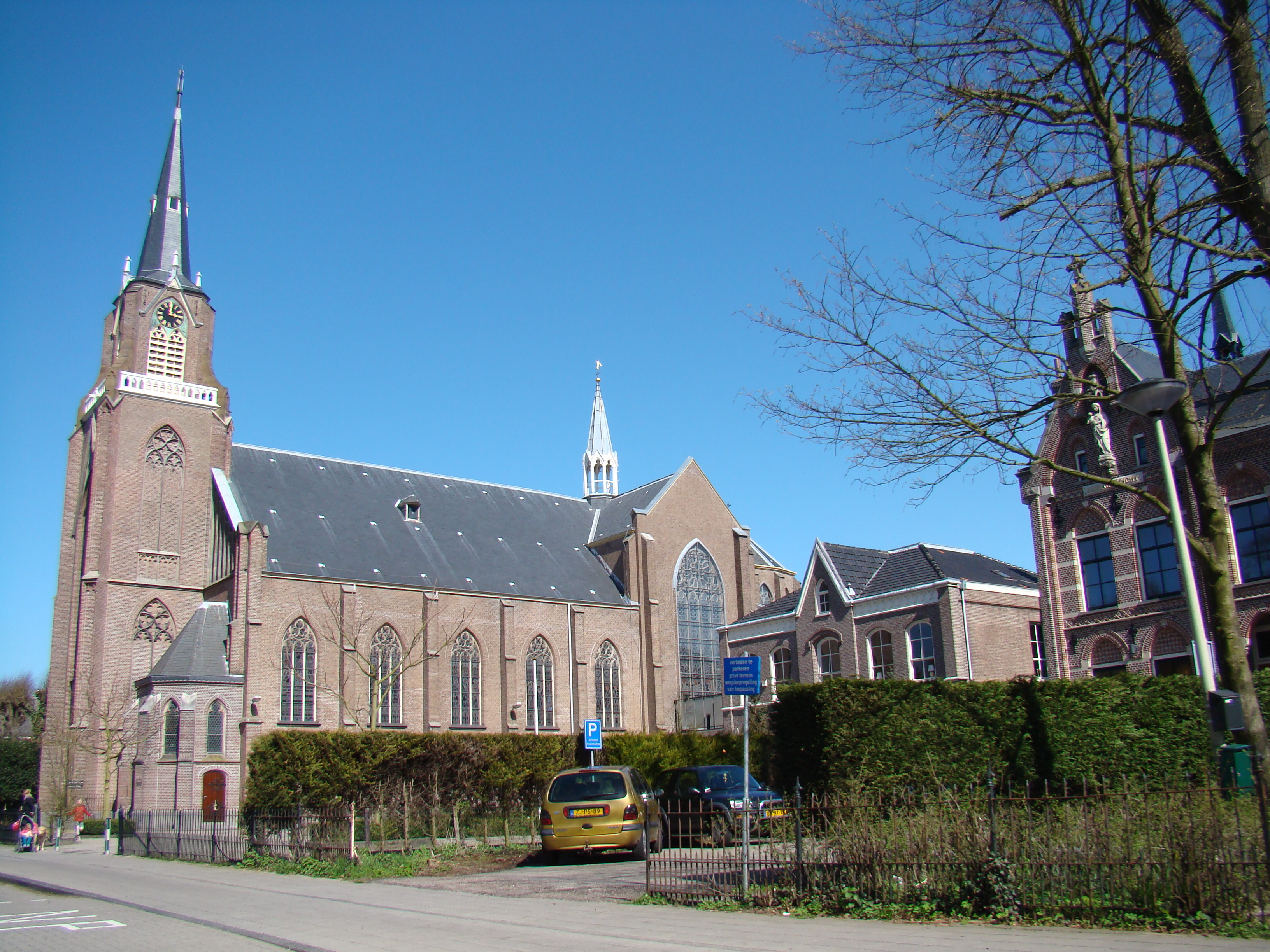
Католицька церква